# Тампіко (Вашингтон)
Тампіко (англ. Tampico) — переписна місцевість (CDP) в США, в окрузі Якіма штату Вашингтон. Населення — 467 осіб (2020).

## Географія
Тампіко розташоване за координатами 46°31′56″ пн. ш. 120°52′30″ зх. д. / 46.53222° пн. ш. 120.87500° зх. д. (46.532223, -120.874920).  За даними Бюро перепису населення США в 2010 році переписна місцевість мала площу 10,05 км², з яких 10,05 км² — суходіл та 0,00 км² — водойми.

## Демографія
Згідно з переписом 2010 року, у переписній місцевості мешкало 312 осіб у 125 домогосподарствах у складі 90 родин. Густота населення становила 31 особа/км².  Було 136 помешкань (14/км²).
Расовий склад населення:
| - 88,5 % — білих - 2,2 % — корінних американців - 5,4 % — осіб інших рас |

До двох чи більше рас належало 3,8 %. Частка іспаномовних становила 6,4 % від усіх жителів.
За віковим діапазоном населення розподілялося таким чином: 22,1 % — особи молодші 18 років, 59,6 % — особи у віці 18—64 років, 18,3 % — особи у віці 65 років та старші. Медіана віку мешканця становила 47,0 року. На 100 осіб жіночої статі у переписній місцевості припадало 97,5 чоловіків;  на 100 жінок у віці від 18 років та старших — 102,5 чоловіків також старших 18 років.
Медіана доходів становила 46 935 доларів для чоловіків та 31 791 долар для жінок. За межею бідності перебувало 29,0 % осіб, у тому числі 25,0 % дітей у віці до 18 років та 0,0 % осіб у віці 65 років та старших.
Цивільне працевлаштоване населення становило 136 осіб. Основні галузі зайнятості: транспорт — 27,2 %, роздрібна торгівля — 25,0 %, публічна адміністрація — 16,9 %, виробництво — 11,0 %.